# Nitra nad Ipľom
Nitra nad Ipľom este o comună slovacă, aflată în districtul Lučenec din regiunea Banská Bystrica. Localitatea se află la altitudinea de 180 m deasupra n.m., se întinde pe o suprafață de 8,12 km2 și în 2017 număra 368 de locuitori.

## Istoric
Localitatea Nitra nad Ipľom este atestată documentar din 1350.

## Demografie
| An:                | 1994 | 2004    | 2014    | 2024   |
| ------------------ | ---- | ------- | ------- | ------ |
| Număr de persoane: | 244  | 283     | 367     | 374    |
| Diferență:         |      | +15,98% | +29,68% | +1,90% |

| An:                | 2023 | 2024   |
| ------------------ | ---- | ------ |
| Număr de persoane: | 375  | 374    |
| Diferență:         |      | −0,26% |